# 馬達萊納 (塞阿臘州)

马达莱纳位於巴西東北部，是塞阿拉州的一个市镇，由塞阿臘州負責管轄，距離福塔雷薩180公里。总面积1034.773平方公里，2010年人口18,085，人口密度每平方公里17.48人。